# Titularbistum Amyzon
Amyzon (italienisch: Amizone) ist ein Titularbistum der römisch-katholischen Kirche. 
Es geht zurück auf einen antiken Bischofssitz der Stadt Amyzon in der heutigen Türkei.  
| Titularbischöfe von Amyzon |                                                           |                                                 |                    |                    |
| Nr.                        | Name                                                      | Amt                                             | von                | bis                |
| 1                          | Jean Baptiste Gillis                                      | Weihbischof in Lüttich (Belgien)                | 9. Juli 1729       | 1. Dezember 1736   |
| 2                          | Charles Alexandre d’Arberg et de Valengin                 | Weihbischof in Lüttich                          | 31. August 1767    | 19. Dezember 1785  |
| 3                          | Goffredo di Ambiano OFMCap Titularerzbischof pro hac vice | Koadjutorerzbischof in Naxos (Griechenland)     | 29. November 1790  | 13. November 1796  |
| 4                          | Miguel Joaquín Matías Suárez OFMCap                       | Weihbischof in Saragossa (Spanien)              | 20. Dezember 1802  | 2. Mai 1831        |
| 5                          | Franz Großmann                                            | Weihbischof in Ermland (Polen)                  | 12. Juli 1844      | 5. Mai 1852        |
| 6                          | Frederic Baraga                                           | Apostolischer Vikar von Obermichigan            | 29. Juli 1853      | 9. Januar 1857     |
| 7                          | Józef Twarowski                                           | Weihbischof in Podlachia o Janów (Polen)        | 3. August 1857     |                    |
| 8                          | Ildefonso Giovanni Battista Borgna OCD                    | Apostolischer Vikar von Quilon (Indien)         | 24. Mai 1871       | 13. Dezember 1886  |
| 9                          | Heinrich Feiten                                           | Weihbischof in Trier (Deutschland)              | 20. September 1887 | 17. Februar 1892   |
| 10                         | Ignacio Ibáñez OP                                         | Apostolischer Vikar von Amoy (China)            | 4. Mai 1893        | 14. Oktober 1893   |
| 11                         | Pio Stella                                                | Weihbischof in Montevideo (Uruguay)             | 22. Dezember 1893  | 21. September 1927 |
| 12                         | Gabriel Perlo IMC                                         | Apostolischer Vikar von Mogadischu (Somalia)    | 22. Dezember 1927  | 26. September 1948 |
| 13                         | Baltasar Álvarez Restrepo                                 | Weihbischof in Manizales (Kolumbien)            | 7. Mai 1949        | 18. Dezember 1952  |
| 14                         | Luigi Cicuttini                                           | Weihbischof in Udine (Italien)                  | 6. April 1953      | 30. November 1956  |
| 15                         | Antonin Fishta OFM                                        | Apostolischer Administrator von Pult (Albanien) | 17. Dezember 1956  | 12. Januar 1980    |